# Ariana Grande/Diskografie
Diese Diskografie ist eine Übersicht über die musikalischen Werke der US-amerikanischen Popsängerin Ariana Grande. Den Quellenangaben und Schallplattenauszeichnungen zufolge verkaufte sie bisher mehr als 258,5 Millionen Tonträger, wovon sie alleine in Deutschland bis heute über 4,8 Millionen Tonträger verkaufte. Ihre erfolgreichste Veröffentlichung ist die Single 7 Rings mit über 16,3 Millionen verkauften Einheiten.

## Alben

### Studioalben
| Jahr | Titel Musiklabel                        | Höchstplatzierung, Gesamtwochen, AuszeichnungChartplatzierungen (Jahr, Titel, Musiklabel, Platzierungen, Wochen, Auszeichnungen, Anmerkungen) | Höchstplatzierung, Gesamtwochen, AuszeichnungChartplatzierungen (Jahr, Titel, Musiklabel, Platzierungen, Wochen, Auszeichnungen, Anmerkungen) | Höchstplatzierung, Gesamtwochen, AuszeichnungChartplatzierungen (Jahr, Titel, Musiklabel, Platzierungen, Wochen, Auszeichnungen, Anmerkungen) | Höchstplatzierung, Gesamtwochen, AuszeichnungChartplatzierungen (Jahr, Titel, Musiklabel, Platzierungen, Wochen, Auszeichnungen, Anmerkungen) | Höchstplatzierung, Gesamtwochen, AuszeichnungChartplatzierungen (Jahr, Titel, Musiklabel, Platzierungen, Wochen, Auszeichnungen, Anmerkungen) | Anmerkungen                                                  |
| Jahr | Titel Musiklabel                        | DE | AT | CH | UK | US | Anmerkungen                                                  |
| ---- | --------------------------------------- | --- | --- | --- | --- | --- | ------------------------------------------------------------ |
| 2013 | Yours Truly Republic Records (UMG)      | — | AT53 (1 Wo.)AT | CH57 Gold · (1 Wo.)CH | UK7 Gold · (4 Wo.)UK | US1 Platin · (54 Wo.)US | Erstveröffentlichung: 30. August 2013 Verkäufe: + 1.362.500  |
| 2014 | My Everything Republic Records (UMG)    | DE5 Gold · (6 Wo.)DE | AT3 Platin · (5 Wo.)AT | CH2 ×3Dreifachplatin · (26 Wo.)CH | UK3 ×2Doppelplatin · (105 Wo.)UK | US1 ×4Vierfachplatin · (90 Wo.)US | Erstveröffentlichung: 22. August 2014 Verkäufe: + 6.397.000  |
| 2016 | Dangerous Woman Republic Records (UMG)  | DE6 Gold · (10 Wo.)DE | AT5 Platin · (4 Wo.)AT | CH3 ×3Dreifachplatin · (10 Wo.)CH | UK1 Platin · (114 Wo.)UK | US2 ×2Doppelplatin · (155 Wo.)US | Erstveröffentlichung: 20. Mai 2016 Verkäufe: + 3.874.500     |
| 2018 | Sweetener Republic Records (UMG)        | DE3 (15 Wo.)DE | AT4 Gold · (11 Wo.)AT | CH1 Platin · (14 Wo.)CH | UK1 Platin · (62 Wo.)UK | US1 ×2Doppelplatin · (90 Wo.)US | Erstveröffentlichung: 17. August 2018 Verkäufe: + 3.017.054  |
| 2019 | Thank U, Next Republic Records (UMG)    | DE3 Gold · (31 Wo.)DE | AT1 Platin · (36 Wo.)AT | CH2 ×4Vierfachplatin · (24 Wo.)CH | UK1 Platin · (92 Wo.)UK | US1 ×2Doppelplatin · (171 Wo.)US | Erstveröffentlichung: 8. Februar 2019 Verkäufe: + 3.817.500  |
| 2020 | Positions Republic Records (UMG)        | DE7 (15 Wo.)DE | AT5 Gold · (18 Wo.)AT | CH4 ×2Doppelplatin · (18 Wo.)CH | UK1 Platin · (43 Wo.)UK | US1 Platin · (103 Wo.)US | Erstveröffentlichung: 30. Oktober 2020 Verkäufe: + 1.890.000 |
| 2024 | Eternal Sunshine Republic Records (UMG) | DE3 (29 Wo.)DE | AT2 (22 Wo.)AT | CH2 (22 Wo.)CH | UK1 Gold · (… Wo.)UK | US1 Platin · (… Wo.)US | Erstveröffentlichung: 8. März 2024 Verkäufe: + 1.508.500     |

### Livealben
| Jahr | Titel Musiklabel                     | Höchstplatzierung, Gesamtwochen, AuszeichnungChartplatzierungen (Jahr, Titel, Musiklabel, Platzierungen, Wochen, Auszeichnungen, Anmerkungen) | Höchstplatzierung, Gesamtwochen, AuszeichnungChartplatzierungen (Jahr, Titel, Musiklabel, Platzierungen, Wochen, Auszeichnungen, Anmerkungen) | Höchstplatzierung, Gesamtwochen, AuszeichnungChartplatzierungen (Jahr, Titel, Musiklabel, Platzierungen, Wochen, Auszeichnungen, Anmerkungen) | Höchstplatzierung, Gesamtwochen, AuszeichnungChartplatzierungen (Jahr, Titel, Musiklabel, Platzierungen, Wochen, Auszeichnungen, Anmerkungen) | Höchstplatzierung, Gesamtwochen, AuszeichnungChartplatzierungen (Jahr, Titel, Musiklabel, Platzierungen, Wochen, Auszeichnungen, Anmerkungen) | Anmerkungen                                               |
| Jahr | Titel Musiklabel                     | DE | AT | CH | UK | US | Anmerkungen                                               |
| ---- | ------------------------------------ | --- | --- | --- | --- | --- | --------------------------------------------------------- |
| 2019 | K Bye for Now Republic Records (UMG) | — | — | CH93 (1 Wo.)CH | — | US79 (3 Wo.)US | Erstveröffentlichung: 23. Dezember 2019 Verkäufe: + 4.000 |

### Kompilationen
| Jahr | Titel Musiklabel                     | Anmerkungen                                                                              |
| ---- | ------------------------------------ | ---------------------------------------------------------------------------------------- |
| 2017 | The Best Universal Music Japan (UMG) | Erstveröffentlichung: 27. September 2017 Verkäufe: + 23.083; nur in Japan veröffentlicht |

### Remixalben
| Jahr | Titel Musiklabel                      | Anmerkungen                                                                       |
| ---- | ------------------------------------- | --------------------------------------------------------------------------------- |
| 2015 | The Remix Universal Music Japan (UMG) | Erstveröffentlichung: 25. Mai 2015 Verkäufe: + 1.542; nur in Japan veröffentlicht |

### Soundtracks
| Jahr | Titel Musiklabel                | Höchstplatzierung, Gesamtwochen, AuszeichnungChartplatzierungen (Jahr, Titel, Musiklabel, Platzierungen, Wochen, Auszeichnungen, Anmerkungen) | Höchstplatzierung, Gesamtwochen, AuszeichnungChartplatzierungen (Jahr, Titel, Musiklabel, Platzierungen, Wochen, Auszeichnungen, Anmerkungen) | Höchstplatzierung, Gesamtwochen, AuszeichnungChartplatzierungen (Jahr, Titel, Musiklabel, Platzierungen, Wochen, Auszeichnungen, Anmerkungen) | Höchstplatzierung, Gesamtwochen, AuszeichnungChartplatzierungen (Jahr, Titel, Musiklabel, Platzierungen, Wochen, Auszeichnungen, Anmerkungen) | Höchstplatzierung, Gesamtwochen, AuszeichnungChartplatzierungen (Jahr, Titel, Musiklabel, Platzierungen, Wochen, Auszeichnungen, Anmerkungen) | Anmerkungen                                                                    |
| Jahr | Titel Musiklabel                | DE | AT | CH | UK | US | Anmerkungen                                                                    |
| ---- | ------------------------------- | --- | --- | --- | --- | --- | ------------------------------------------------------------------------------ |
| 2024 | Wicked Interscope Records (UMG) | DE16 (12 Wo.)DE | AT6 (12 Wo.)AT | CH29 (9 Wo.)CH | UK— GoldUK | US2 (… Wo.)US | Erstveröffentlichung: 22. November 2024 Verkäufe: + 100.000; mit Cynthia Erivo |

### EPs
| Jahr | Titel Musiklabel                         | Höchstplatzierung, Gesamtwochen, AuszeichnungChartplatzierungen (Jahr, Titel, Musiklabel, Platzierungen, Wochen, Auszeichnungen, Anmerkungen) | Höchstplatzierung, Gesamtwochen, AuszeichnungChartplatzierungen (Jahr, Titel, Musiklabel, Platzierungen, Wochen, Auszeichnungen, Anmerkungen) | Höchstplatzierung, Gesamtwochen, AuszeichnungChartplatzierungen (Jahr, Titel, Musiklabel, Platzierungen, Wochen, Auszeichnungen, Anmerkungen) | Höchstplatzierung, Gesamtwochen, AuszeichnungChartplatzierungen (Jahr, Titel, Musiklabel, Platzierungen, Wochen, Auszeichnungen, Anmerkungen) | Höchstplatzierung, Gesamtwochen, AuszeichnungChartplatzierungen (Jahr, Titel, Musiklabel, Platzierungen, Wochen, Auszeichnungen, Anmerkungen) | Anmerkungen                                                |
| Jahr | Titel Musiklabel                         | DE | AT | CH | UK | US | Anmerkungen                                                |
| ---- | ---------------------------------------- | --- | --- | --- | --- | --- | ---------------------------------------------------------- |
| 2013 | Christmas Kisses Republic Records (UMG)  | — | — | — | — | — | Erstveröffentlichung: 13. Dezember 2013 Verkäufe: + 23.500 |
| 2015 | Christmas & Chill Republic Records (UMG) | — | — | — | — | US34 (3 Wo.)US | Erstveröffentlichung: 18. Dezember 2015 Verkäufe: + 52.000 |

## Singles

### Als Leadmusikerin
| Jahr | Titel Album                                                              | Höchstplatzierung, Gesamtwochen, AuszeichnungChartplatzierungen (Jahr, Titel, Album, Platzierungen, Wochen, Auszeichnungen, Anmerkungen) | Höchstplatzierung, Gesamtwochen, AuszeichnungChartplatzierungen (Jahr, Titel, Album, Platzierungen, Wochen, Auszeichnungen, Anmerkungen) | Höchstplatzierung, Gesamtwochen, AuszeichnungChartplatzierungen (Jahr, Titel, Album, Platzierungen, Wochen, Auszeichnungen, Anmerkungen) | Höchstplatzierung, Gesamtwochen, AuszeichnungChartplatzierungen (Jahr, Titel, Album, Platzierungen, Wochen, Auszeichnungen, Anmerkungen) | Höchstplatzierung, Gesamtwochen, AuszeichnungChartplatzierungen (Jahr, Titel, Album, Platzierungen, Wochen, Auszeichnungen, Anmerkungen) | Anmerkungen |
| Jahr | Titel Album                                                              | DE | AT | CH | UK | US | Anmerkungen |
| --- | ------------------------------------------------------------------------ | --- | --- | --- | --- | --- | --- |
| 2011 | Put Your Hearts Up –                                                     | — | — | — | — | US— GoldUS | Erstveröffentlichung: 12. Dezember 2011 Verkäufe: + 500.000                                                       |
| 2012 | L.A. Boyz Victorious 3.0: Even More Music from the Hit TV Show           | — | — | — | — | — | Erstveröffentlichung: 20. Oktober 2012 mit Victoria Justice                                                       |
| 2013 | The Way Yours Truly                                                      | — | — | — | UK41 Gold · (9 Wo.)UK | US9 ×6Sechsfachplatin · (26 Wo.)US | Erstveröffentlichung: 25. März 2013 Verkäufe: + 6.770.000; feat. Mac Miller                                       |
| 2013 | Baby I Yours Truly                                                       | — | — | — | — | US21 Platin · (3 Wo.)US | Erstveröffentlichung: 22. Juli 2013 Verkäufe: + 1.165.000                                                         |
| 2013 | Right There Yours Truly                                                  | — | — | — | — | US84 Platin · (8 Wo.)US | Erstveröffentlichung: 6. August 2013 Verkäufe: + 1.095.000; feat. Big Sean                                        |
| 2013 | Last Christmas Christmas Kisses                                          | — | — | CH91 a (1 Wo.)CH | UK92 Silber · (1 Wo.)UK | US96 (1 Wo.)US | Erstveröffentlichung: 19. November 2013 Original: Wham!; Verkäufe: + 235.000                                      |
| 2013 | Love Is Everything Christmas Kisses                                      | — | — | — | — | — | Erstveröffentlichung: 26. November 2013                                                                           |
| 2013 | Santa Baby Christmas Kisses                                              | — | — | CH77 (2 Wo.)CH | UK— SilberUK | — | Erstveröffentlichung: 10. Dezember 2013 Original: Eartha Kitt; Verkäufe: + 235.000; feat. Liz Gillies             |
| 2013 | Snow in California Christmas Kisses                                      | — | — | — | — | — | Erstveröffentlichung: 3. Dezember 2013                                                                            |
| 2014 | Problem My Everything                                                    | DE19 Platin · (37 Wo.)DE | AT16 Gold · (32 Wo.)AT | CH8 Gold · (31 Wo.)CH | UK1 ×2Doppelplatin · (29 Wo.)UK | US2 ×8Achtfachplatin · (25 Wo.)US | Erstveröffentlichung: 28. April 2014 Verkäufe: + 11.641.600; feat. Iggy Azalea                                    |
| 2014 | Break Free My Everything                                                 | DE12 Platin · (35 Wo.)DE | AT5 Platin · (29 Wo.)AT | CH15 Gold · (28 Wo.)CH | UK16 ×2Doppelplatin · (27 Wo.)UK | US4 ×5Fünffachplatin · (22 Wo.)US | Erstveröffentlichung: 3. Juli 2014 Verkäufe: + 8.630.000; feat. Zedd                                              |
| 2014 | Bang Bang My Everything (Deluxe Edition) • Sweet Talker                  | DE13 Platin · (37 Wo.)DE | AT12 (30 Wo.)AT | CH21 (40 Wo.)CH | UK1 ×3Dreifachplatin · (46 Wo.)UK | US3 Diamant · (31 Wo.)US | Erstveröffentlichung: 29. Juli 2014 Verkäufe: + 15.472.000; mit Jessie J feat. Nicki Minaj                        |
| 2014 | Love Me Harder My Everything                                             | DE35 Gold · (21 Wo.)DE | AT29 Gold · (11 Wo.)AT | CH40 (21 Wo.)CH | UK48 Platin · (17 Wo.)UK | US7 ×5Fünffachplatin · (22 Wo.)US | Erstveröffentlichung: 30. September 2014 Verkäufe: + 7.120.000; feat. The Weeknd                                  |
| 2014 | Brand New You 13 – The Musical                                           | — | — | — | — | — | Erstveröffentlichung: 10. November 2014                                                                           |
| 2014 | Santa Tell Me Christmas Kisses (Japanese Special Reissue Edition)        | DE9 Platin · (44 Wo.)DE | AT7 ×3Dreifachplatin · (41 Wo.)AT | CH5 Gold · (42 Wo.)CH | UK8 ×3Dreifachplatin · (49 Wo.)UK | US5 ×4Vierfachplatin · (29 Wo.)US | Erstveröffentlichung: 24. November 2014 Verkäufe: + 8.289.000                                                     |
| 2015 | One Last Time My Everything                                              | DE60 Gold · (16 Wo.)DE | AT55 Platin · (10 Wo.)AT | CH25 Gold · (22 Wo.)CH | UK2 ×4Vierfachplatin · (53 Wo.)UK | US13 ×4Vierfachplatin · (20 Wo.)US | Erstveröffentlichung: 10. Februar 2015 Verkäufe: + 8.852.000                                                      |
| 2015 | Focus Dangerous Woman (Japanese Deluxe Edition)                          | DE18 (13 Wo.)DE | AT9 (9 Wo.)AT | CH16 (13 Wo.)CH | UK10 Gold · (14 Wo.)UK | US7 ×2Doppelplatin · (13 Wo.)US | Erstveröffentlichung: 30. Oktober 2015 Verkäufe: + 3.004.268                                                      |
| 2016 | Dangerous Woman                                                          | DE30 Gold · (14 Wo.)DE | AT21 Gold · (12 Wo.)AT | CH23 Gold · (14 Wo.)CH | UK17 ×2Doppelplatin · (23 Wo.)UK | US8 ×4Vierfachplatin · (21 Wo.)US | Erstveröffentlichung: 11. März 2016 Verkäufe: + 7.333.666                                                         |
| 2016 | Into You Dangerous Woman                                                 | DE49 Platin · (21 Wo.)DE | AT46 Platin · (16 Wo.)AT | CH34 Gold · (22 Wo.)CH | UK14 ×3Dreifachplatin · (33 Wo.)UK | US13 ×4Vierfachplatin · (24 Wo.)US | Erstveröffentlichung: 6. Mai 2016 Verkäufe: + 8.899.666                                                           |
| 2016 | Side to Side Dangerous Woman                                             | DE24 Platin · (24 Wo.)DE | AT22 Platin · (20 Wo.)AT | CH21 Platin · (25 Wo.)CH | UK4 ×3Dreifachplatin · (32 Wo.)UK | US4 ×6Sechsfachplatin · (28 Wo.)US | Erstveröffentlichung: 30. August 2016 Verkäufe: + 11.240.333; feat. Nicki Minaj                                   |
| 2016 | Jason’s Song (Gave It Away) Dangerous Woman (Target Edition)             | — | — | — | — | — | Erstveröffentlichung: 16. September 2016                                                                          |
| 2017 | Everyday Dangerous Woman                                                 | — | — | — | UK— GoldUK | US55 Platin · (7 Wo.)US | Erstveröffentlichung: 10. Januar 2017 Verkäufe: + 1.805.000; feat. Future                                         |
| 2017 | Beauty and the Beast Die Schöne und das Biest (O.S.T.)                   | — | — | — | UK52 Silber · (4 Wo.)UK | US87 Platin · (1 Wo.)US | Erstveröffentlichung: 3. Februar 2017 Verkäufe: + 1.450.000; mit John Legend                                      |
| 2017 | Somewhere Over the Rainbow (Live from Manchester) –                      | — | — | — | UK60 (1 Wo.)UK | — | Erstveröffentlichung: 6. Juni 2017 Benefiz-Single (One Love Manchester) Original: Judy Garland                    |
| 2018 | No Tears Left to Cry Sweetener                                           | DE2 Gold · (23 Wo.)DE | AT2 Platin · (19 Wo.)AT | CH2 (24 Wo.)CH | UK2 ×3Dreifachplatin · (32 Wo.)UK | US3 ×6Sechsfachplatin · (27 Wo.)US | Erstveröffentlichung: 20. April 2018 Verkäufe: + 10.945.333                                                       |
| 2018 | God Is a Woman Sweetener                                                 | DE20 Gold · (11 Wo.)DE | AT11 Gold · (9 Wo.)AT | CH9 (11 Wo.)CH | UK4 ×2Doppelplatin · (15 Wo.)UK | US8 ×4Vierfachplatin · (22 Wo.)US | Erstveröffentlichung: 13. Juli 2018 Verkäufe: + 7.280.000                                                         |
| 2018 | Breathin Sweetener                                                       | DE35 (5 Wo.)DE | AT19 Gold · (4 Wo.)AT | CH14 (8 Wo.)CH | UK8 Platin · (15 Wo.)UK | US12 ×3Dreifachplatin · (25 Wo.)US | Erstveröffentlichung: 18. September 2018 Verkäufe: + 4.600.000                                                    |
| 2018 | Thank U, Next                                                            | DE13 Gold · (18 Wo.)DE | AT4 Platin · (16 Wo.)AT | CH7 Platin · (20 Wo.)CH | UK1 ×3Dreifachplatin · (19 Wo.)UK | US1 ×8Achtfachplatin · (28 Wo.)US | Erstveröffentlichung: 3. November 2018 Verkäufe: + 15.813.333                                                     |
| 2019 | 7 Rings Thank U, Next                                                    | DE4 Platin · (19 Wo.)DE | AT2 ×2Doppelplatin · (17 Wo.)AT | CH1 Platin · (32 Wo.)CH | UK1 ×3Dreifachplatin · (20 Wo.)UK | US1 Diamant · (33 Wo.)US | Erstveröffentlichung: 18. Januar 2019 Verkäufe: + 16.327.333                                                      |
| 2019 | Break Up with Your Girlfriend, I’m Bored Thank U, Next                   | DE8 Gold · (10 Wo.)DE | AT6 Platin · (8 Wo.)AT | CH5 Gold · (11 Wo.)CH | UK1 ×2Doppelplatin · (16 Wo.)UK | US2 ×5Fünffachplatin · (20 Wo.)US | Erstveröffentlichung: 8. Februar 2019 Verkäufe: + 7.935.000                                                       |
| 2019 | Don’t Call Me Angel Charlie’s Angels: Original Motion Picture Soundtrack | DE11 (5 Wo.)DE | AT12 (4 Wo.)AT | CH4 (6 Wo.)CH | UK2 Gold · (9 Wo.)UK | US13 (7 Wo.)US | Erstveröffentlichung: 13. September 2019 Verkäufe: + 765.000; mit Miley Cyrus & Lana Del Rey                      |
| 2020 | Stuck with U –                                                           | DE19 (6 Wo.)DE | AT8 Gold · (4 Wo.)AT | CH7 (12 Wo.)CH | UK4 Platin · (16 Wo.)UK | US1 ×2Doppelplatin · (18 Wo.)US | Erstveröffentlichung: 8. Mai 2020 Verkäufe: + 4.260.000; mit Justin Bieber                                        |
| 2020 | Positions                                                                | DE9 Gold · (12 Wo.)DE | AT7 Platin · (11 Wo.)AT | CH5 (19 Wo.)CH | UK1 Platin · (21 Wo.)UK | US1 ×2Doppelplatin · (29 Wo.)US | Erstveröffentlichung: 23. Oktober 2020 Verkäufe: + 5.147.000                                                      |
| 2020 | 34+35 Positions                                                          | DE59 (2 Wo.)DE | AT40 Gold · (6 Wo.)AT | CH33 (14 Wo.)CH | UK3 Platin · (24 Wo.)UK | US2 ×2Doppelplatin · (28 Wo.)US | Erstveröffentlichung: 30. Oktober 2020 Verkäufe: + 4.195.000                                                      |
| 2021 | POV Positions                                                            | DE— bDE | — | CH81 (1 Wo.)CH | UK19 Silber · (7 Wo.)UK | US27 (20 Wo.)US | Erstveröffentlichung: 19. April 2021 Verkäufe: + 650.000                                                          |
| 2021 | Save Your Tears (Remix) –                                                | DE— cDE | AT— cAT | CH— cCH | UK— cUK | US1 (69 Wo.)US | Erstveröffentlichung: 22. April 2021 Verkäufe: + 1.030.000; mit The Weeknd                                        |
| 2024 | Yes, And? Eternal Sunshine                                               | DE8 (13 Wo.)DE | AT3 (11 Wo.)AT | CH1 Gold · (12 Wo.)CH | UK2 Platin · (15 Wo.)UK | US1 Platin · (13 Wo.)US | Erstveröffentlichung: 12. Januar 2024 Verkäufe: + 2.377.000                                                       |
| 2024 | We Can’t Be Friends (Wait for Your Love) Eternal Sunshine                | DE22 (13 Wo.)DE | AT12 (11 Wo.)AT | CH7 Platin · (24 Wo.)CH | UK2 Platin · (33 Wo.)UK | US1 ×2Doppelplatin · (24 Wo.)US | Erstveröffentlichung: 8. März 2024 Verkäufe: + 4.354.000                                                          |
| 2024 | The Boy Is Mine Eternal Sunshine                                         | — | — | — | UK39 Silber · (10 Wo.)UK | US16 Platin · (20 Wo.)US | Erstveröffentlichung: 21. Juni 2024 Verkäufe: + 1.500.000                                                         |
| 2025 | Defying Gravity Wicked                                                   | — | — | — | UK7 Silber · (13 Wo.)UK | US44 (10 Wo.)US | Erstveröffentlichung: 21. März 2025 Verkäufe: + 200.000; mit Cynthia Erivo                                        |
| 2025 | Popular Wicked                                                           | — | — | — | UK13 Silber · (11 Wo.)UK | US53 (9 Wo.)US | Erstveröffentlichung: 21. März 2025 Verkäufe: + 220.000                                                           |
| Folgende Lieder erschienen nicht als Single, wurden aber durch das Album zum Download und Streaming bereitgestellt und konnten somit eine Platzierung erlangen: |                                                                          | | | | | | |
| |                                                                          | | | | | | |
| 2018 | Sweetener                                                                | — | — | — | UK22 Silber · (1 Wo.)UK | US55 Platin · (1 Wo.)US | Charteinstieg: 30. August 2018 Verkäufe: + 1.355.000                                                              |
| 2018 | Everytime Sweetener                                                      | — | — | — | UK— SilberUK | US62 Platin · (1 Wo.)US | Charteinstieg: 1. September 2018 Verkäufe: + 1.315.000                                                            |
| 2018 | R.E.M Sweetener                                                          | — | — | — | — | US72 (1 Wo.)US | Charteinstieg: 1. September 2018 Verkäufe: + 75.000                                                               |
| 2018 | Goodnight n Go Sweetener                                                 | — | — | — | UK— SilberUK | US87 Gold · (1 Wo.)US | Charteinstieg: 1. September 2018 Verkäufe: + 775.000                                                              |
| 2018 | Pete Davidson Sweetener                                                  | — | — | — | — | US99 (1 Wo.)US | Charteinstieg: 1. September 2018 Verkäufe: + 55.000                                                               |
| 2019 | Bloodline Thank U, Next                                                  | DE42 (1 Wo.)DE | — | — | UK— SilberUK | US22 Platin · (3 Wo.)US | Charteinstieg: 15. Februar 2019 Verkäufe: + 1.375.000                                                             |
| 2019 | Bad Idea Thank U, Next                                                   | DE52 (1 Wo.)DE | — | — | UK— SilberUK | US27 Platin · (3 Wo.)US | Charteinstieg: 15. Februar 2019 Verkäufe: + 1.350.000                                                             |
| 2019 | Needy Thank U, Next                                                      | DE65 (1 Wo.)DE | — | — | UK8 Silber · (2 Wo.)UK | US14 ×2Doppelplatin · (4 Wo.)US | Charteinstieg: 15. Februar 2019 Verkäufe: + 2.350.000                                                             |
| 2019 | Fake Smile Thank U, Next                                                 | DE68 (1 Wo.)DE | — | — | UK— SilberUK | US26 Platin · (2 Wo.)US | Charteinstieg: 15. Februar 2019 Verkäufe: + 1.275.000                                                             |
| 2019 | NASA Thank U, Next                                                       | DE69 (1 Wo.)DE | — | — | UK— SilberUK | US17 Platin · (3 Wo.)US | Charteinstieg: 15. Februar 2019 Verkäufe: + 1.350.000                                                             |
| 2019 | Ghostin Thank U, Next                                                    | — | — | — | UK— SilberUK | US25 Platin · (2 Wo.)US | Charteinstieg: 23. Februar 2019 Verkäufe: + 1.275.000                                                             |
| 2019 | In My Head Thank U, Next                                                 | — | — | — | UK— SilberUK | US38 (2 Wo.)US | Charteinstieg: 23. Februar 2019 Verkäufe: + 275.000                                                               |
| 2019 | Make Up Thank U, Next                                                    | — | — | — | — | US48 (2 Wo.)US | Charteinstieg: 23. Februar 2019 Verkäufe: + 75.000                                                                |
| 2019 | Bad to You Charlie’s Angels: Original Motion Picture Soundtrack          | — | — | CH86 (1 Wo.)CH | UK51 (2 Wo.)UK | — | Charteinstieg: 8. November 2019 Verkäufe: + 20.000; mit Normani & Nicki Minaj                                     |
| 2020 | Motive Positions                                                         | — | AT62 (1 Wo.)AT | CH63 (1 Wo.)CH | UK16 Silber · (3 Wo.)UK | US32 (2 Wo.)US | Charteinstieg: 6. November 2020 Verkäufe: + 450.000; feat. Doja Cat                                               |
| 2020 | Off the Table Positions                                                  | — | — | — | — | US35 (2 Wo.)US | Charteinstieg: 14. November 2020 Verkäufe: + 40.000; feat. The Weeknd                                             |
| 2020 | Just Like Magic Positions                                                | — | — | — | — | US43 (2 Wo.)US | Charteinstieg: 14. November 2020 Verkäufe: + 35.000                                                               |
| 2020 | Shut Up Positions                                                        | — | — | — | — | US47 (1 Wo.)US | Charteinstieg: 14. November 2020 Verkäufe: + 20.000                                                               |
| 2020 | Nasty Positions                                                          | — | — | — | — | US49 (1 Wo.)US | Charteinstieg: 14. November 2020 Verkäufe: + 40.000                                                               |
| 2020 | Safety Net Positions                                                     | — | — | — | — | US52 (1 Wo.)US | Charteinstieg: 14. November 2020 Verkäufe: + 75.000; feat. Ty Dolla Sign                                          |
| 2020 | Six Thirty Positions                                                     | — | — | — | — | US63 (1 Wo.)US | Charteinstieg: 14. November 2020 Verkäufe: + 20.000                                                               |
| 2020 | My Hair Positions                                                        | — | — | — | — | US65 (1 Wo.)US | Charteinstieg: 14. November 2020 Verkäufe: + 20.000                                                               |
| 2020 | Obvious Positions                                                        | — | — | — | — | US70 (1 Wo.)US | Charteinstieg: 14. November 2020 Verkäufe: + 40.000                                                               |
| 2020 | West Side Positions                                                      | — | — | — | — | US71 (1 Wo.)US | Charteinstieg: 14. November 2020 Verkäufe: + 20.000                                                               |
| 2020 | Love Language Positions                                                  | — | — | — | — | US75 (1 Wo.)US | Charteinstieg: 14. November 2020 Verkäufe: + 20.000                                                               |
| 2021 | Test Drive Positions (Deluxe)                                            | — | — | CH92 (1 Wo.)CH | UK38 (1 Wo.)UK | US61 (1 Wo.)US | Charteinstieg: 26. Februar 2021 Verkäufe: + 20.000                                                                |
| 2024 | Don’t Wanna Break Up Again Eternal Sunshine                              | DE— dDE | — | — | — | US28 (2 Wo.)US | Charteinstieg: 15. März 2024                                                                                      |
| 2024 | Bye Eternal Sunshine                                                     | — | — | CH57 (1 Wo.)CH | UK13 Silber · (6 Wo.)UK | US25 (3 Wo.)US | Charteinstieg: 17. März 2024 Verkäufe: + 260.000                                                                  |
| 2024 | Supernatural Eternal Sunshine                                            | — | — | — | — | US17 (3 Wo.)US | Charteinstieg: 23. März 2024 Verkäufe: + 60.000                                                                   |
| 2024 | Eternal Sunshine                                                         | — | — | — | — | US23 (3 Wo.)US | Charteinstieg: 23. März 2024 Verkäufe: + 60.000                                                                   |
| 2024 | True Story Eternal Sunshine                                              | — | — | — | — | US30 (2 Wo.)US | Charteinstieg: 23. März 2024 Verkäufe: + 20.000                                                                   |
| 2024 | Imperfect For You Eternal Sunshine                                       | — | — | — | — | US37 (2 Wo.)US | Charteinstieg: 23. März 2024 Verkäufe: + 40.000                                                                   |
| 2024 | Intro (End of the World) Eternal Sunshine                                | — | — | — | UK26 Silber · (2 Wo.)UK | US38 (4 Wo.)US | Charteinstieg: 23. März 2024 Verkäufe: + 335.000                                                                  |
| 2024 | I Wish I Hated You Eternal Sunshine                                      | — | — | — | — | US39 (2 Wo.)US | Charteinstieg: 23. März 2024                                                                                      |
| 2024 | Ordinary Things Eternal Sunshine                                         | — | — | — | — | US55 (1 Wo.)US | Charteinstieg: 23. März 2024 feat. Nonna                                                                          |
| 2024 | What Is This Feeling? Wicked                                             | — | — | — | UK16 Silber · (11 Wo.)UK | US62 (5 Wo.)US | Charteinstieg: 5. Dezember 2024 Verkäufe: + 220.000; mit Cynthia Erivo                                            |
| 2024 | No One Mourns the Wicked Wicked                                          | — | — | — | — | US86 (2 Wo.)US | Charteinstieg: 7. Dezember 2024 mit Jenna Boyd, Courtney-Mae Briggs, Sharon D. Clarke, Jeff Goldblum & Andy Nyman |
| 2024 | Dancing Through Life Wicked                                              | — | — | — | — | US86 (2 Wo.)US | Charteinstieg: 7. Dezember 2024 mit Jonathan Bailey, Marissa Bode, Cynthia Erivo & Ethan Slater                   |
| 2025 | Twilight Zone Eternal Sunshine Deluxe: Brighter Days Ahead               | DE89 (1 Wo.)DE | — | CH47 (1 Wo.)CH | UK5 (9 Wo.)UK | US18 (10 Wo.)US | Charteinstieg: 4. April 2025                                                                                      |
| 2025 | Dandelion Eternal Sunshine Deluxe: Brighter Days Ahead                   | — | — | — | UK19 (3 Wo.)UK | US38 (3 Wo.)US | Charteinstieg: 10. April 2025                                                                                     |
| 2025 | Past Life Eternal Sunshine Deluxe: Brighter Days Ahead                   | — | — | — | — | US53 (1 Wo.)US | Charteinstieg: 12. April 2025                                                                                     |
| 2025 | Warm Eternal Sunshine Deluxe: Brighter Days Ahead                        | — | — | — | — | US54 (1 Wo.)US | Charteinstieg: 12. April 2025                                                                                     |
| 2025 | Hampstead Eternal Sunshine Deluxe: Brighter Days Ahead                   | — | — | — | — | US59 (1 Wo.)US | Charteinstieg: 12. April 2025                                                                                     |

### Als Gastmusikerin
| Jahr | Titel Album                                                                | Höchstplatzierung, Gesamtwochen, AuszeichnungChartplatzierungen (Jahr, Titel, Album, Platzierungen, Wochen, Auszeichnungen, Anmerkungen) | Höchstplatzierung, Gesamtwochen, AuszeichnungChartplatzierungen (Jahr, Titel, Album, Platzierungen, Wochen, Auszeichnungen, Anmerkungen) | Höchstplatzierung, Gesamtwochen, AuszeichnungChartplatzierungen (Jahr, Titel, Album, Platzierungen, Wochen, Auszeichnungen, Anmerkungen) | Höchstplatzierung, Gesamtwochen, AuszeichnungChartplatzierungen (Jahr, Titel, Album, Platzierungen, Wochen, Auszeichnungen, Anmerkungen) | Höchstplatzierung, Gesamtwochen, AuszeichnungChartplatzierungen (Jahr, Titel, Album, Platzierungen, Wochen, Auszeichnungen, Anmerkungen) | Anmerkungen |
| Jahr | Titel Album                                                                | DE | AT | CH | UK | US | Anmerkungen |
| --- | -------------------------------------------------------------------------- | --- | --- | --- | --- | --- | --- |
| 2012 | Popular Song The Origin of Love                                            | — | — | — | UK— SilberUK | US87 Gold · (2 Wo.)US | Erstveröffentlichung: 21. Dezember 2012 Verkäufe: + 730.000; Mika feat. Ariana Grande                                      |
| 2015 | Adore 9 (Japanese-Deluxe-Edition)                                          | — | — | — | — | US93 (1 Wo.)US | Erstveröffentlichung: 24. Februar 2015 Cashmere Cat feat. Ariana Grande                                                    |
| 2015 | E più ti penso Cinema                                                      | — | — | — | — | — | Erstveröffentlichung: 1. Oktober 2015 Andrea Bocelli & Ariana Grande                                                       |
| 2015 | Boys Like You –                                                            | — | — | — | — | — | Erstveröffentlichung: 23. November 2015 Verkäufe: + 7.500; Who Is Fancy feat. Ariana Grande & Meghan Trainor               |
| 2016 | Over and Over Again Unfinished Business                                    | — | — | — | — | — | Erstveröffentlichung: 15. Januar 2016 Nathan Sykes feat. Ariana Grande                                                     |
| 2016 | This Is Not a Feminist Song –                                              | — | — | — | — | — | Erstveröffentlichung: 1. April 2016 SNL Cast feat. Ariana Grande                                                           |
| 2016 | My Favorite Part The Divine Feminine                                       | — | — | — | UK— SilberUK | US— PlatinUS | Erstveröffentlichung: 8. September 2016 Verkäufe: 1.260.000; Mac Miller feat. Ariana Grande                                |
| 2016 | Faith Sing (O.S.T.)                                                        | — | — | — | UK— SilberUK | — | Erstveröffentlichung: 4. November 2016 Verkäufe: + 225.000; Stevie Wonder feat. Ariana Grande                              |
| 2017 | Heatstroke Funk Wav Bounces Vol. 1                                         | DE85 (1 Wo.)DE | AT64 (1 Wo.)AT | CH40 (2 Wo.)CH | UK25 Silber · (7 Wo.)UK | US96 Gold · (1 Wo.)US | Erstveröffentlichung: 31. März 2017 Verkäufe: + 870.000; Calvin Harris feat. Young Thug, Pharrell Williams & Ariana Grande |
| 2017 | Quit 9                                                                     | — | — | — | — | US— GoldUS | Erstveröffentlichung: 28. April 2017 Verkäufe: + 545.000; Cashmere Cat feat. Ariana Grande                                 |
| 2018 | Dance to This Bloom                                                        | — | — | — | UK64 Silber · (3 Wo.)UK | US— PlatinUS | Erstveröffentlichung: 13. Juni 2018 Verkäufe: + 1.380.000; Troye Sivan feat. Ariana Grande                                 |
| 2018 | Bed Queen                                                                  | DE52 (5 Wo.)DE | AT49 (2 Wo.)AT | CH39 (5 Wo.)CH | UK20 Gold · (12 Wo.)UK | US42 Gold · (10 Wo.)US | Erstveröffentlichung: 14. Juni 2018 Verkäufe: + 1.120.000; Nicki Minaj feat. Ariana Grande                                 |
| 2019 | Rule the World Rap or Go to the League                                     | — | — | — | — | US94 Gold · (2 Wo.)US | Erstveröffentlichung: 19. März 2019 Verkäufe: + 500.000; 2 Chainz feat. Ariana Grande                                      |
| 2019 | Boyfriend Everything Changed…                                              | DE23 (5 Wo.)DE | AT17 Gold · (5 Wo.)AT | CH13 (7 Wo.)CH | UK4 Platin · (11 Wo.)UK | US8 Platin · (12 Wo.)US | Erstveröffentlichung: 2. August 2019 Verkäufe: + 2.475.000; Social House feat. Ariana Grande                               |
| 2019 | Good as Hell (Remix) Cuz I Love You (Super-Deluxe-Edition)                 | DE— eDE | AT— eAT | CH— eCH | UK— eUK | US— eUS | Erstveröffentlichung: 25. Oktober 2019 Verkäufe: + 270.000; Lizzo feat. Ariana Grande                                      |
| 2020 | Rain on Me Chromatica                                                      | DE9 Gold · (15 Wo.)DE | AT8 Platin · (16 Wo.)AT | CH5 (19 Wo.)CH | UK1 ×2Doppelplatin · (32 Wo.)UK | US1 ×2Doppelplatin · (20 Wo.)US | Erstveröffentlichung: 22. Mai 2020 Verkäufe: + 6.112.000; mit Lady Gaga                                                    |
| 2020 | Oh Santa! Mariah Carey’s Magical Christmas Special                         | DE53 (4 Wo.)DE | — | CH74 (3 Wo.)CH | UK50 (7 Wo.)UK | US76 (1 Wo.)US | Erstveröffentlichung: 4. Dezember 2020 Mariah Carey feat. Ariana Grande & Jennifer Hudson                                  |
| 2021 | Met Him Last Night Dancing with the Devil… the Art of Starting Over        | DE— fDE | — | CH88 (2 Wo.)CH | UK44 (4 Wo.)UK | US61 (1 Wo.)US | Erstveröffentlichung: 1. April 2021 Verkäufe: + 40.000; Demi Lovato feat. Ariana Grande                                    |
| 2021 | Santa, Can’t You Hear Me When Christmas Comes Around …                     | DE26 (13 Wo.)DE | AT32 (10 Wo.)AT | CH26 (14 Wo.)CH | UK23 Silber · (17 Wo.)UK | US76 (4 Wo.)US | Erstveröffentlichung: 14. Oktober 2021 Verkäufe: + 200.000; Kelly Clarkson feat. Ariana Grande                             |
| 2023 | Die for You (Remix) –                                                      | DE— gDE | AT— gAT | CH— gCH | UK— gUK | US1 (52 Wo.)US | Erstveröffentlichung: 24. Februar 2023 Verkäufe: + 320.000; The Weeknd feat. Ariana Grande                                 |
| Folgende Lieder erschienen nicht als Single, wurden aber durch das Album zum Download und Streaming bereitgestellt und konnten somit eine Platzierung erlangen: |                                                                            | | | | | | |
| |                                                                            | | | | | | |
| 2014 | Get on Your Knees The Pinkprint                                            | — | — | — | UK86 (1 Wo.)UK | US88 (1 Wo.)US | Charteinstieg: 27. Dezember 2014 Nicki Minaj feat. Ariana Grande                                                           |
| 2021 | I Don’t Do Drugs Planet Her                                                | — | — | — | — | US57 Gold · (1 Wo.)US | Charteinstieg: 10. Juli 2021 Verkäufe: + 575.000; Doja Cat feat. Ariana Grande                                             |
| 2024 | Sympathy Is a Knife Brat and it’s completely different but also still brat | DE70 (1 Wo.)DE | AT49 (1 Wo.)AT | CH91 (1 Wo.)CH | UK7 Silber · (15 Wo.)UK | US36 (2 Wo.)US | Charteinstieg: 18. Oktober 2024 Verkäufe: + 200.000; Charli xcx feat. Ariana Grande                                        |

## Musikvideos
| Jahr | Titel                                    | Regie                                                            |
| ---- | ---------------------------------------- | ---------------------------------------------------------------- |
| 2011 | Put Your Hearts Up                       | Jeremy Alter, Meiert Avis                                        |
| 2012 | Popular Song                             | Chris Marrs Piliero                                              |
| 2013 | The Way                                  | Jones Crow                                                       |
| 2013 | Almost Is Never Enough                   | Nev Todorovic                                                    |
| 2013 | Baby I                                   | Ryan Pallotta                                                    |
| 2013 | Right There                              | Nev Todorovic                                                    |
| 2014 | Problem                                  | Nev Todorovic (Musikvideo) Jones Crow (Lyrikvideo)               |
| 2014 | Break Free                               | Chris Marrs Piliero                                              |
| 2014 | Bang Bang                                | Hannah Lux Davis                                                 |
| 2014 | Don’t Be Gone Too Long                   | Chris Brown                                                      |
| 2014 | Love Me Harder                           | Hannah Lux Davis (Musikvideo) Alfredo Flores (Lyrikvideo)        |
| 2014 | Santa Tell Me                            | Jones Crow, Alfredo Flores                                       |
| 2015 | One Last Time                            | Max Landis                                                       |
| 2015 | E più ti penso                           | Gaetano Morbioli                                                 |
| 2015 | Focus                                    | Hannah Lux Davis                                                 |
| 2016 | Dangerous Woman                          | The Young Astronauts                                             |
| 2016 | Let Me Love You                          | Grant Singer                                                     |
| 2016 | Into You                                 | Hannah Lux Davis                                                 |
| 2016 | Side to Side                             | Hannah Lux Davis                                                 |
| 2016 | My Favorite Part                         | Luis Panch Perez                                                 |
| 2016 | Faith                                    | Alan Bibby                                                       |
| 2017 | Everyday                                 | Chris Marrs Piliero (Musikvideo + Lyrikvideo)                    |
| 2017 | Beauty and the Beast                     | Dave Meyers                                                      |
| 2018 | No Tears Left to Cry                     | Dave Meyers                                                      |
| 2018 | The Light Is Coming                      | Dave Meyers                                                      |
| 2018 | Dance to This                            | Bardia Zeinali                                                   |
| 2018 | Bed                                      | Alex Grizz Loucas, Hype Williams                                 |
| 2018 | God Is a Woman                           | Dave Meyers                                                      |
| 2018 | Breathin                                 | Hannah Lux Davis                                                 |
| 2018 | Thank U, Next                            | Hannah Lux Davis                                                 |
| 2019 | 7 Rings                                  | Hannah Lux Davis                                                 |
| 2019 | Break Up with Your Girlfriend, I’m Bored | Hannah Lux Davis                                                 |
| 2019 | Rule the World                           | Sebastian Sdaigui, Carlos Veron                                  |
| 2019 | Monopoly                                 | Ricky Alvarez, Alfredo Flores                                    |
| 2019 | In My Head                               | Kelly Jeffrey, Bardia Zeinali                                    |
| 2019 | Boyfriend                                | Hannah Lux Davis                                                 |
| 2019 | Don’t Call Me Angel                      | Hannah Lux Davis (Musikvideo) Katia Temkin (Lyrikvideo)          |
| 2020 | Stuck with U                             | Scooter Braun, Alfredo Flores, Rory Kramer                       |
| 2020 | Rain on Me                               | Robert Rodriguez                                                 |
| 2020 | Positions                                | Dave Meyers                                                      |
| 2020 | 34+35                                    | Director X (2020, Soloversion) Stefan Kohli (2021, Remixversion) |
| 2020 | Oh Santa!                                | Roman Coppola                                                    |
| 2021 | Save Your Tears (Remix)                  | Jack Brown                                                       |
| 2024 | Yes, And?                                | Christian Breslauer                                              |
| 2024 | We Can’t Be Friends (Wait for Your Love) | Christian Breslauer                                              |

## Autorenbeteiligungen
Ariana Grande als Autorin in den Charts

| Jahr | Titel Interpretation               | Höchstplatzierung, Gesamtwochen, AuszeichnungChartplatzierungen (Jahr, Titel, Interpretation, Platzierungen, Wochen, Auszeichnungen, Anmerkungen) | Höchstplatzierung, Gesamtwochen, AuszeichnungChartplatzierungen (Jahr, Titel, Interpretation, Platzierungen, Wochen, Auszeichnungen, Anmerkungen) | Höchstplatzierung, Gesamtwochen, AuszeichnungChartplatzierungen (Jahr, Titel, Interpretation, Platzierungen, Wochen, Auszeichnungen, Anmerkungen) | Höchstplatzierung, Gesamtwochen, AuszeichnungChartplatzierungen (Jahr, Titel, Interpretation, Platzierungen, Wochen, Auszeichnungen, Anmerkungen) | Höchstplatzierung, Gesamtwochen, AuszeichnungChartplatzierungen (Jahr, Titel, Interpretation, Platzierungen, Wochen, Auszeichnungen, Anmerkungen) | Anmerkungen                                                 |
| Jahr | Titel Interpretation               | DE | AT | CH | UK | US | Anmerkungen                                                 |
| ---- | ---------------------------------- | --- | --- | --- | --- | --- | ----------------------------------------------------------- |
| 2019 | Motivation Normani                 | — | — | — | UK27 Gold · (11 Wo.)UK | US33 Platin · (10 Wo.)US | Erstveröffentlichung: 16. August 2019 Verkäufe: + 1.685.000 |
| 2020 | Ice Cream Blackpink × Selena Gomez | DE78 (1 Wo.)DE | AT57 (2 Wo.)AT | CH45 (1 Wo.)CH | UK39 (8 Wo.)UK | US13 (8 Wo.)US | Erstveröffentlichung: 28. August 2020 Verkäufe: + 300.000   |

## Promoveröffentlichungen
Promo-Singles

| Jahr | Titel Album                        | Höchstplatzierung, Gesamtwochen, AuszeichnungChartplatzierungen (Jahr, Titel, Album, Platzierungen, Wochen, Auszeichnungen, Anmerkungen) | Höchstplatzierung, Gesamtwochen, AuszeichnungChartplatzierungen (Jahr, Titel, Album, Platzierungen, Wochen, Auszeichnungen, Anmerkungen) | Höchstplatzierung, Gesamtwochen, AuszeichnungChartplatzierungen (Jahr, Titel, Album, Platzierungen, Wochen, Auszeichnungen, Anmerkungen) | Höchstplatzierung, Gesamtwochen, AuszeichnungChartplatzierungen (Jahr, Titel, Album, Platzierungen, Wochen, Auszeichnungen, Anmerkungen) | Höchstplatzierung, Gesamtwochen, AuszeichnungChartplatzierungen (Jahr, Titel, Album, Platzierungen, Wochen, Auszeichnungen, Anmerkungen) | Anmerkungen                                                                               |
| Jahr | Titel Album                        | DE | AT | CH | UK | US | Anmerkungen                                                                               |
| ---- | ---------------------------------- | --- | --- | --- | --- | --- | ----------------------------------------------------------------------------------------- |
| 2013 | Almost Is Never Enough Yours Truly | — | — | — | UK49 Silber · (2 Wo.)UK | US82 Platin · (2 Wo.)US | Erstveröffentlichung: 19. August 2013 Verkäufe: + 1.330.000; feat. Nathan Sykes           |
| 2014 | Best Mistake My Everything         | — | — | — | UK— SilberUK | US49 Platin · (2 Wo.)US | Erstveröffentlichung: 12. August 2014 Verkäufe: + 1.265.000; feat. Big Sean               |
| 2016 | Be Alright Dangerous Woman         | — | — | — | UK65 Gold · (2 Wo.)UK | US43 Platin · (1 Wo.)US | Erstveröffentlichung: 18. März 2016 Verkäufe: + 1.585.000                                 |
| 2016 | Let Me Love You Dangerous Woman    | — | — | — | UK— GoldUK | US99 Platin · (1 Wo.)US | Erstveröffentlichung: 18. April 2016 Verkäufe: + 1.605.000; feat. Lil Wayne               |
| 2018 | Arturo Sandoval Ultimate Duets     | — | — | — | — | — | Erstveröffentlichung: 4. Mai 2018 Arturo Sandoval & Pharrell Williams feat. Ariana Grande |
| 2018 | The Light Is Coming Sweetener      | — | — | — | UK57 (4 Wo.)UK | US89 (2 Wo.)US | Erstveröffentlichung: 18. Juni 2018 Verkäufe: + 75.000; feat. Nicki Minaj                 |
| 2018 | Imagine Thank U, Next              | DE60 (2 Wo.)DE | — | CH35 (1 Wo.)CH | UK8 Gold · (8 Wo.)UK | US21 ×2Doppelplatin · (8 Wo.)US | Erstveröffentlichung: 14. Dezember 2018 Verkäufe: + 2.615.000                             |
| 2019 | Monopoly –                         | DE98 (1 Wo.)DE | — | CH85 (1 Wo.)CH | UK23 Silber · (7 Wo.)UK | US69 (2 Wo.)US | Erstveröffentlichung: 1. April 2019 Verkäufe: + 315.000; mit Victoria Monét               |

## Sonderveröffentlichungen
| Jahr | Titel Album                                                                | Anmerkungen                                                                                           |
| ---- | -------------------------------------------------------------------------- | --- |
| 2012 | Take Care Metro Hearts                                                     | Erstveröffentlichung: 1. August 2012 Leon Thomas III feat. Ariana Grande; Original: Drake             |
| 2012 | Popular Song The Origin of Love                                            | Erstveröffentlichung: 17. September 2012 Mika feat. Ariana Grande                                     |
| 2013 | U R What You Eat Songs for a Healthier America                             | Erstveröffentlichung: 30. September 2013 Matisyahu & Various Artists                                  |
| 2014 | All My Love Die Tribute von Panem – Mockingjay Teil 1                      | Erstveröffentlichung: 17. November 2014 Major Lazer feat. Ariana Grande                               |
| 2014 | Get on Your Knees The Pinkprint                                            | Erstveröffentlichung: 15. Dezember 2014 Nicki Minaj feat. Ariana Grande                               |
| 2015 | Research Dark Sky Paradise                                                 | Erstveröffentlichung: 24. Februar 2015 Big Sean feat. Ariana Grande                                   |
| 2015 | E più ti penso Cinema                                                      | Erstveröffentlichung: 23. Oktober 2015 Andrea Bocelli & Ariana Grande                                 |
| 2016 | My Favorite Part The Divine Feminine                                       | Erstveröffentlichung: 16. September 2016 Mac Miller feat. Ariana Grande                               |
| 2016 | Over and Over Again Unfinished Business                                    | Erstveröffentlichung: 11. November 2016 Nathan Sykes feat. Ariana Grande                              |
| 2016 | Faith Sing (O.S.T.)                                                        | Erstveröffentlichung: 9. Dezember 2016 Stevie Wonder feat. Ariana Grande                              |
| 2017 | Adore 9 (Japanese-Deluxe-Edition)                                          | Erstveröffentlichung: 28. April 2017 Cashmere Cat feat. Ariana Grande                                 |
| 2017 | Quit 9                                                                     | Erstveröffentlichung: 28. April 2017 Cashmere Cat feat. Ariana Grande                                 |
| 2017 | Heatstroke Funk Wav Bounces Vol. 1                                         | Erstveröffentlichung: 30. Juni 2017 Calvin Harris feat. Young Thug, Pharrell Williams & Ariana Grande |
| 2018 | Arturo Sandoval Ultimate Duets                                             | Erstveröffentlichung: 18. Mai 2018 Arturo Sandoval & Pharrell Williams feat. Ariana Grande            |
| 2018 | Bed Queen                                                                  | Erstveröffentlichung: 10. August 2018 Nicki Minaj feat. Ariana Grande                                 |
| 2018 | Dance to This Bloom                                                        | Erstveröffentlichung: 31. August 2018 Troye Sivan feat. Ariana Grande                                 |
| 2019 | Rule the World Rap or Go to the League                                     | Erstveröffentlichung: 1. März 2019 2 Chainz feat. Ariana Grande                                       |
| 2019 | Boyfriend Everything Changed…                                              | Erstveröffentlichung: 9. August 2019 Social House feat. Ariana Grande                                 |
| 2019 | Good as Hell (Remix) Cuz I Love You (Super-Deluxe-Edition)                 | Erstveröffentlichung: 4. Dezember 2019 Lizzo feat. Ariana Grande                                      |
| 2020 | Oh Santa! Mariah Carey’s Magical Christmas Special                         | Erstveröffentlichung: 11. Dezember 2020 Mariah Carey feat. Ariana Grande & Jennifer Hudson            |
| 2021 | Met Him Last Night Dancing with the Devil… the Art of Starting Over        | Erstveröffentlichung: 2. April 2021 Demi Lovato feat. Ariana Grande                                   |
| 2021 | I Don’t Do Drugs Planet Her                                                | Erstveröffentlichung: 25. Juni 2021 Doja Cat feat. Ariana Grande                                      |
| 2021 | Santa, Can’t You Hear Me When Christmas Comes Around …                     | Erstveröffentlichung: 2021 Kelly Clarkson feat. Ariana Grande                                         |
| 2024 | Sympathy Is a Knife Brat and it’s completely different but also still brat | Erstveröffentlichung: 11. Oktober 2024 Charli xcx feat. Ariana Grande                                 |

| Jahr | Titel Album                                    | Anmerkungen                                                                |
| ---- | ---------------------------------------------- | -------------------------------------------------------------------------- |
| 2008 | A Little More Homework 13 – The Musical        | Erstveröffentlichung: 30. September 2008 mit Graham Phillips               |
| 2008 | Brand New You 13 – The Musical                 | Erstveröffentlichung: 30. September 2008 mit Brynn Williams & Caitlin Gann |
| 2013 | U R What You Eat Songs for a Healthier America | Erstveröffentlichung: 30. September 2013 Matisyahu & Various Artists       |
| 2015 | Zero to Hero We Love Disney                    | Erstveröffentlichung: 30. Oktober 2015                                     |

| Jahr | Titel Soundtrack                                               | Anmerkungen                                                                                |
| ---- | -------------------------------------------------------------- | ------------------------------------------------------------------------------------------ |
| 2011 | Give It Up Victorious                                          | Erstveröffentlichung: 2. August 2011 mit Elizabeth Gillies                                 |
| 2012 | 5 Fingaz to the Face Victorious                                | Erstveröffentlichung: 5. Juni 2012 mit dem Victorious Cast                                 |
| 2012 | Don’t You (Forget About Me) Victorious                         | Erstveröffentlichung: 5. Juni 2012 mit dem Victorious Cast; Original: Simple Minds         |
| 2012 | L.A. Boyz Victorious                                           | Erstveröffentlichung: 6. November 2012 mit Victoria Justice                                |
| 2013 | Almost Is Never Enough Chroniken der Unterwelt – City of Bones | Erstveröffentlichung: 20. August 2013 feat. Nathan Sykes                                   |
| 2014 | All My Love Die Tribute von Panem – Mockingjay Teil 1          | Erstveröffentlichung: 17. November 2014 Major Lazer feat. Ariana Grande                    |
| 2015 | Bang Bang Pitch Perfect 2                                      | Erstveröffentlichung: 28. August 2015 mit Jessie J feat. Nicki Minaj                       |
| 2016 | They Don’t Know Trolls                                         | Erstveröffentlichung: 23. September 2016                                                   |
| 2016 | Faith Sing                                                     | Erstveröffentlichung: 9. Dezember 2016 Stevie Wonder feat. Ariana Grande                   |
| 2016 | Without Love Hairspray Live!                                   | Erstveröffentlichung: 9. Dezember 2016 mit Garrett Clayton, Maddie Baillio & Ephraim Sykes |
| 2016 | You Can’t Stop the Beat Hairspray Live!                        | Erstveröffentlichung: 9. Dezember 2016 mit Various Artists                                 |
| 2017 | Beauty and the Beast Die Schöne und das Biest                  | Erstveröffentlichung: 10. März 2017 mit John Legend                                        |
| 2019 | Don’t Call Me Angel Charlie’s Angels                           | Erstveröffentlichung: 1. November 2019 mit Miley Cyrus & Lana Del Rey                      |

## Statistik

### Chartauswertung
Die folgende Aufstellung beinhaltet eine Übersicht über die Charterfolge Grandes in den Album- und Singlecharts. Zu beachten ist, dass bei den Singles nur Interpretationen und keine Autorenbeteiligungen berücksichtigt wurden.
|                     | DE    | AT    | CH    | UK    | US     |
| ------------------- | ----- | ----- | ----- | ----- | ------ |
| Nummer-eins-Alben   | DE—DE | AT1AT | CH1CH | UK5UK | US6US  |
| Top-10-Alben        | DE6DE | AT7AT | CH6CH | UK7UK | US8US  |
| Alben in den Charts | DE7DE | AT7AT | CH8CH | UK7UK | US10US |

|                       | DE     | AT     | CH     | UK     | US     |
| --------------------- | ------ | ------ | ------ | ------ | ------ |
| Nummer-eins-Singles   | DE—DE  | AT—AT  | CH2CH  | UK7UK  | US9US  |
| Top-10-Singles        | DE7DE  | AT11AT | CH13CH | UK25UK | US23US |
| Singles in den Charts | DE37DE | AT28AT | CH40CH | UK54UK | US98US |

### Auszeichnungen für Musikverkäufe
Die Lieder Better Off, Get Well Soon, Greedy, Just a Little Bit of Your Heart, Leave Me Lonely, Moonlight, My Everything, Raindrops, Successful, Thinking Bout You und Touch It wurden weder als Singles veröffentlicht, noch konnten sie sich in den Charts platzieren. Dennoch erhielten diese Schallplattenauszeichnungen.
| Land/RegionAuszeichnungen für Musikverkäufe (Land/Region, Auszeichnungen, Verkäufe, Quellen) | Silber       | Gold         | Platin         | Diamant       | Verkäufe    | Quellen              |
| -------------------------------------------------------------------------------------------- | ------------ | ------------ | -------------- | ------------- | ----------- | -------------------- |
| Argentinien (CAPIF)                                                                          | —            | Gold1        | —              | —             | 15.000      | Einzelnachweise      |
| Australien (ARIA)                                                                            | —            | 28× Gold28   | 129× Platin129 | —             | 10.010.000  | aria.com.au          |
| Belgien (BRMA)                                                                               | —            | 8× Gold8     | 6× Platin6     | —             | 340.000     | ultratop.be          |
| Brasilien (PMB)                                                                              | —            | 28× Gold28   | 56× Platin56   | 56× Diamant56 | 13.425.000  | pro-musicabr.org.br  |
| Chile (IFPI)                                                                                 | —            | —            | Platin1        | —             | 10.000      | Einzelnachweise      |
| Dänemark (IFPI)                                                                              | —            | 5× Gold5     | 35× Platin35   | —             | 2.320.000   | ifpi.dk              |
| Deutschland (BVMI)                                                                           | —            | 12× Gold12   | 7× Platin7     | —             | 4.800.000   | musikindustrie.de    |
| Finnland (IFPI)                                                                              | —            | —            | 8× Platin8     | —             | 160.000     | Einzelnachweise      |
| Frankreich (SNEP)                                                                            | —            | 8× Gold8     | 12× Platin12   | 3× Diamant3   | 3.528.264   | snepmusique.com      |
| Griechenland (IFPI)                                                                          | —            | Gold1        | 5× Platin5     | —             | 110.000     | Einzelnachweise      |
| Indonesien (ASIRI)                                                                           | —            | —            | 3× Platin3     | —             | 30.000      | Einzelnachweise      |
| Italien (FIMI)                                                                               | —            | 10× Gold10   | 26× Platin26   | —             | 1.680.000   | fimi.it              |
| Japan (RIAJ)                                                                                 | —            | 15× Gold15   | 5× Platin5     | —             | 1.441.879   | riaj.or.jp JP2 JP3   |
| Kanada (MC)                                                                                  | —            | 10× Gold10   | 138× Platin138 | Diamant1      | 12.240.000  | musiccanada.com      |
| Malaysia (RIM)                                                                               | —            | Gold1        | —              | —             | 100.000     | Einzelnachweise      |
| Mexiko (AMPROFON)                                                                            | —            | 7× Gold7     | 16× Platin16   | —             | 1.190.000   | amprofon.com.mx      |
| Neuseeland (RMNZ)                                                                            | —            | 8× Gold8     | 93× Platin93   | —             | 2.590.000   | radioscope.co.nz NZ2 |
| Niederlande (NVPI)                                                                           | —            | —            | 5× Platin5     | —             | 160.000     | nvpi.nl              |
| Norwegen (IFPI)                                                                              | —            | 11× Gold11   | 64× Platin64   | —             | 3.585.000   | ifpi.no              |
| Österreich (IFPI)                                                                            | —            | 10× Gold10   | 17× Platin17   | —             | 600.000     | ifpi.at              |
| Philippinen (PARI)                                                                           | —            | Gold1        | 2× Platin2     | —             | 37.500      | Einzelnachweise      |
| Polen (ZPAV)                                                                                 | —            | 9× Gold9     | 57× Platin57   | Diamant1      | 2.290.000   | olis.pl              |
| Portugal (AFP)                                                                               | —            | 18× Gold18   | 20× Platin20   | —             | 286.500     | Einzelnachweise      |
| Schweden (IFPI)                                                                              | —            | 5× Gold5     | 50× Platin50   | —             | 3.845.000   | sverigetopplistan.se |
| Schweiz (IFPI)                                                                               | —            | 9× Gold9     | 17× Platin17   | —             | 485.000     | hitparade.ch         |
| Singapur (RIAS)                                                                              | —            | 2× Gold2     | 6× Platin6     | —             | 70.000      | rias.org.sg          |
| Spanien (Promusicae)                                                                         | —            | 11× Gold11   | 24× Platin24   | —             | 1.520.000   | elportaldemusica.es  |
| Südkorea (KMCA)                                                                              | —            | —            | 2× Platin2     | —             | 2.556.768   | circlechart.kr       |
| Thailand (TECA)                                                                              | —            | Gold1        | Platin1        | —             | 15.000      | Einzelnachweise      |
| Ungarn (MAHASZ)                                                                              | —            | 9× Gold9     | 3× Platin3     | —             | 30.000      | slagerlistak.hu      |
| Vereinigte Staaten (RIAA)                                                                    | —            | 9× Gold9     | 118× Platin118 | 2× Diamant2   | 144.351.740 | riaa.com             |
| Vereinigtes Königreich (BPI)                                                                 | 32× Silber32 | 11× Gold11   | 52× Platin52   | —             | 37.308.000  | bpi.co.uk            |
| Zentralamerika (CFC)                                                                         | —            | 2× Gold2     | 2× Platin2     | —             | 210.000     | cfc-musica.com       |
| Insgesamt                                                                                    | 32× Silber32 | 250× Gold250 | 980× Platin980 | 63× Diamant63 |             |                      |